# Fermilab

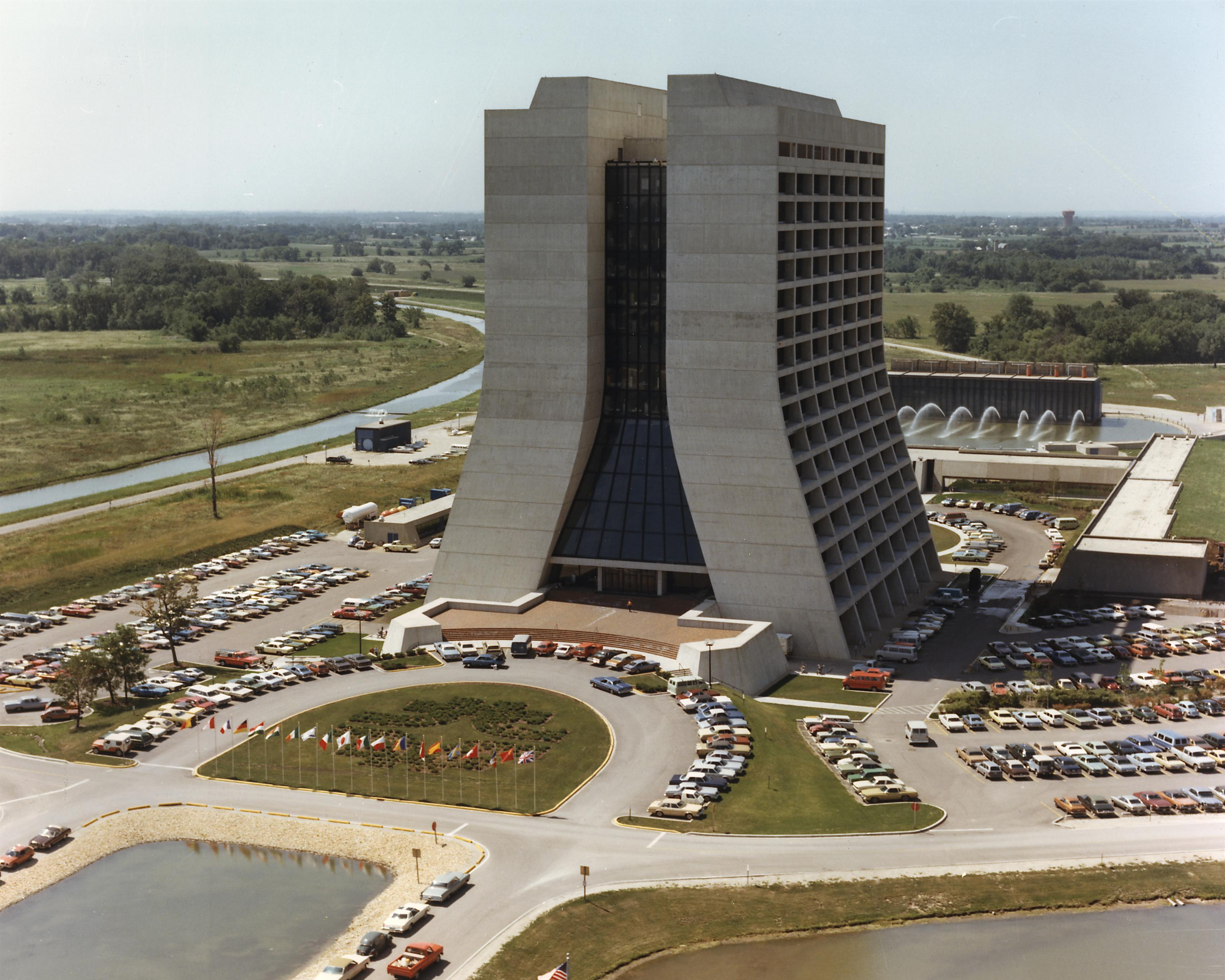
Fermilabs administrativa huvudbyggnad.

Fermi National Accelerator Laboratory, förkortat Fermilab, är ett laboratorium för acceleratorbaserad partikelfysik, beläget i Winfield Township utanför Batavia, Illinois, väster om Chicago i USA. Laboratoriet tillhör USA:s energidepartement som ett nationellt laboratorium, och drivs sedan 2007 av Fermi Research Alliance, en sammanslutning mellan University of Chicago och Universities Research Association.
Tevatronacceleratorn vid Fermilab var länge världens kraftfullaste partikelaccelerator, fram till Large Hadron Colliders uppstart 2008. Tevatronen användes för att accelerera antiprotoner till energier omkring 500 GeV, och producerade proton-proton-kollisioner med energier upp till 1,6 TeV, och var därmed den första partikelacceleratorn i världen att nå teraelektronvoltsområdet i energi. Den var 6,3 kilometer i omkrets och därmed världens fjärde längsta partikelacceleratorring. En av dess viktigaste upptäckter var upptäckten av toppkvarken 1995, av forskarlagen vid Tevatronens CDF- och DØ-detektorer. Tevatronen stängdes 2011.
Förutom acceleratorbaserad högenergifysik har Fermilab även experiment med fasta mål och neutrinoexperiment, som MicroBooNE (Micro Booster Neutrino Experiment), NOνA (NuMI Off-Axis νe Appearance) och SeaQuest. Tidigare experiment är bland andra MINOS (Main Injector Neutrino Oscillation Search), MINOS+, MiniBooNE and SciBooNE (SciBar Booster Neutrino Experiment). MiniBooNE-detektorn var en sfär omkring 12 m i diameter, innehållande 800 ton mineralolja och 1 520 fotorördetektorer. Omkring en miljon neutrinoobservationer registrerades varje år. SciBooNE var placerad i samma strålgång som MiniBooNE men hade mer detaljerade trackingmöjligheter. NOνA-experimentet och det tidigare MINOS-experimentet använde sig av Fermilabs NuMI-stråle (Neutrinos at the Main Injector), en neutrinostråle som skickas 732 km genom jorden till Soudan-gruvan i Minnesota och Ash River, Minnesota, plats för NOνA-detektorn.
Fermilabs verksamhet för allmänheten omfattar bland annat ett naturreservat för att återskapa präriens ursprungliga ekosystem. Laboratoriet är också värd för många kulturarrangemang som offentliga föreläsningar och symposier inom populärvetenskap, konserter, dansarrangemang och konstutställningar. Området är tillgängligt dagtid för besökare mot uppvisande av giltig fotolegitimation.